# D mol
I D mol è stato un gruppo musicale di musica pop montenegrino.
Hanno rappresentato il Montenegro all'Eurovision Song Contest 2019 con il brano Heaven, non riuscendo a qualificarsi per la serata finale.

## Storia del gruppo
Il gruppo nasce nel 2018, sotto la visione di Daniejl Alibabić, noto per aver rappresentato la Serbia e Montenegro all'Eurovision Song Contest 2005 come parte dei No Name, diventando il mentore del gruppo.
Nel 2019 i D mol hanno partecipato al Montevizija, il processo di selezione nazionale per la ricerca del rappresentante montenegrino all'Eurovision. A scegliere il vincitore è stato esclusivamente il pubblico, che attraverso il televoto ha proclamato il gruppo vincitore, dandogli la possibilità di rappresentare il Montenegro all'Eurovision Song Contest 2019 con il brano Heaven. Il gruppo si è esibito nella prima semifinale del 14 maggio, ma non si è qualificato per la finale, piazzandosi 16º su 17 partecipanti con 46 punti totalizzati, di cui 15 dal televoto e 31 dalle giurie. Sono risultati i più popolari fra i giurati della Serbia.

## Formazione
- Tamara Vujačić – voce
- Mirela Ljumić – voce
- Ivana Obradović – voce
- Rizo Feratović – voce
- Željko Vukčević – voce
- Emela Franca – voce

## Discografia

### Singoli
- 2019 – Heaven
- 2019 – 21. maj